# Potentilla patula
Potentilla patula är en rosväxtart som beskrevs av Franz de Paula Adam von Waldstein-Wartemberg och Kit.. Potentilla patula ingår i Fingerörtssläktet som ingår i familjen rosväxter. Inga underarter finns listade i Catalogue of Life.